# 三遊亭小圓楽
三遊亭 小圓楽（さんゆうてい こえんらく、1960年6月12日 - ）は、五代目円楽一門会所属の落語家。東京都文京区出身。本名：江川 喜光。出囃子は「外記猿」または「奴の行列」、定紋：三ツ組橘。

## 芸歴
- 1980年12月 - 五代目三遊亭圓楽に入門、「かつお」と名乗る。
- 1983年10月 - 二ツ目に昇進。
- 1988年3月 - 真打昇進、「小圓楽」に改名。
- 2026年4月 - 「圓空」に改名予定。

## 弟子
いずれも六代目三遊亭円楽死去後に移籍。

### 二ツ目
- 三遊亭楽天 - 惣領弟子
- 三遊亭楽八
- 三遊亭楽花山 - 入門時は三遊亭楽生（六代目円楽の惣領弟子）門下

## 人物
- 千葉・船橋の自宅兼稽古場で中山亭なる落語会を開いている。
- 映画鑑賞が趣味で年間200本ペースで映画の試写に参加し、JFAシネマ夢クラブ推薦委員である。

## 受賞歴
- 1991年7月 - 国立演芸場『若手花形演芸会』∶銀賞